# Walter (Bischof, Glasgow)
Walter (auch Walter of St Albans; † zwischen 19. Mai und 2. November 1232) war ein schottischer Geistlicher. Ab 1207 war er Bischof von Glasgow.

## Herkunft und Dienst als Schreiber und Kaplan
Walter stammte aus dem englischen St Albans. Mehrere Schreiber und Angehörige seines Haushalts wie Robert of St Albans, Robert of Hertford und vielleicht auch Master Adam of Walpole stammten ebenfalls von dort. Dazu hatte er einen Bruder namens Simon. Walter begann seine Karriere vor 1174 in Glasgow als Schreiber bei den Bischöfen Ingram und Bischof Jocelin. Von spätestens 1295 bis 1207 war er Kaplan des schottischen Königs Wilhelm I. Im Dienst des Königs bezeugte er zahlreiche Urkunden.

## Wahl zum Bischof von Glasgow

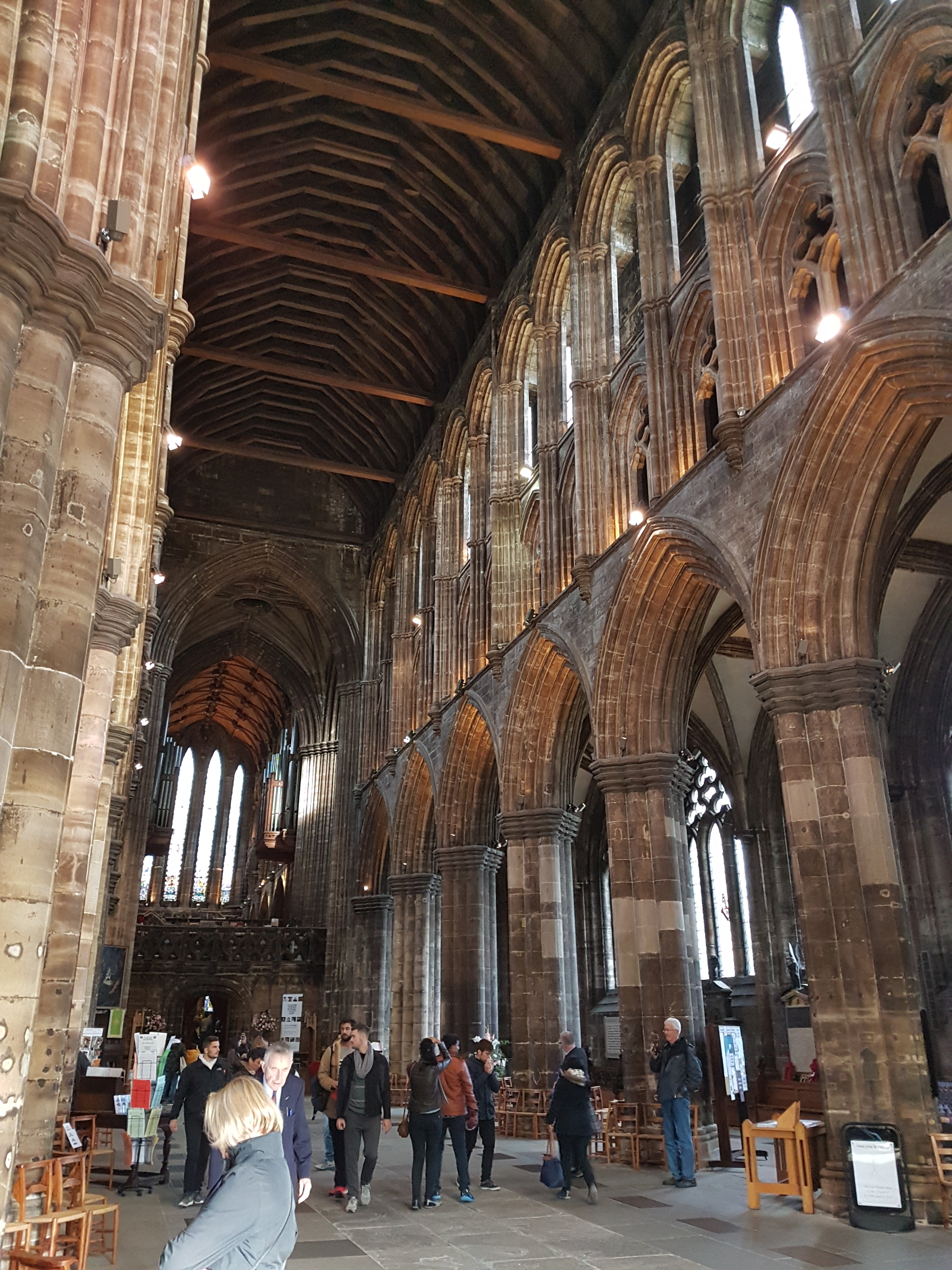
Das während Walters Amtszeit als Bischof begonnene Langhaus der Kathedrale von Glasgow

Nachdem Florens von Holland, ein Verwandter des Königs und gewählter Bischof von Glasgow, 1207 auf das Bischofsamt verzichtet hatte, wurde Walter am 9. Dezember 1207 zum Bischof des Bistums Glasgow gewählt. Mit päpstlicher Erlaubnis wurde er am 2. November 1208 in Glasgow zum Bischof geweiht. 1219 erhob ein Master William, der vermutlich Kanoniker an der Kathedrale von Glasgow war, bei der Kurie schwere Vorwürfe gegen Walter. Walter wäre nicht nach den kanonischen Regeln zum Bischof gewählt worden, sondern hätte den königlichen Chamberlain Philip de Valognes mit 100 Mark bestochen, damit er vom König zum Bischof ernannt würde. Dazu wurde ihm selbst Bestechlichkeit und Nepotismus sowie unmoralischer Lebenswandel im bischöflichen Haushalt vorgeworfen. Papst Honorius III. beauftragte daraufhin am 7. Dezember 1219 Pandulf, den  päpstlichen Legaten in England, die Vorwürfe zu untersuchen. Pandulf schickte mehrere Beauftragte nach Glasgow, doch deren Untersuchungen blieben offenbar ohne Ergebnis und die Vorwürfe wurden nicht weiter verfolgt. Solche und ähnliche Vorwürfe gegen Geistliche wurden zu der Zeit häufig erhoben.

## Tätigkeit als Bischof
Als Vertrauter von König Wilhelm gehörte Walter im Mai 1209 einer schottischen Gesandtschaft an, die während einer politischen Krise zum englischen König Johann Ohneland geschickt wurde. Zusammen mit Bischof William Malveisin von St Andrews rief er 1213 im Auftrag von Papst Innozenz III.  zum Kreuzzug gegen die Albignenser auf. 1215 nahm er am Vierten Laterankonzil in Rom teil. Er kehrte nach dem Ende des Konzils nicht sofort nach Schottland zurück, da der schottische König Alexander II. Ende des Jahres die englischen Barone im Krieg gegen ihren König unterstützte. Stattdessen blieb Walter in Rom und kehrte erst 1217 nach Schottland zurück. Als einer der wichtigsten Ratgeber von König Alexander II., der das unter päpstlichem Schutz stehende England angegriffen hatte, wurde Walter Ende 1217 vom päpstlichen Legaten Guala exkommuniziert. Walter gehörte zu den schottischen drei schottischen Bischöfen, die zur Kurie reisen mussten, um den Papst persönlich um Absolution bitten mussten. Am 6. Juni 1218 wurde die Exkommunikation von Walter aufgehoben. Danach durfte er wieder nach Schottland zurückkehren.
Vor 1220 wurde Walter beschuldigt, von seinen Pfarreien höhere Abgaben zu fordern, als ihm nach dem Laterankonzil zustand. Auch diese Vorwürfe wurden von der Kurie untersucht, doch das Ergebnis ist nicht überliefert. Walter nahm offenbar seine seelsorgerischen Aufgaben ernst. Er setzte mindestens einen Vikar ab, der in seiner Pfarrei seine Aufgaben nicht wahrgenommen hatte und dazu Kilwinning Abbey nicht den Anteil an seinen Einkünften gezahlt hatte, die die dem Kloster zustanden. 
Während des Laterankonzils, an dem Walter teilgenommen hatte, waren Beschlüsse über die Rechte von Klöstern an ihnen unterstellten Pfarreien getroffen worden. Als Bischof schloss Walter deshalb Vereinbarungen mit Kelso, Jedburgh und mindestens drei weiteren Klöstern über deren Rechte und die Besetzung von Vikariaten.
Am 21. Juli 1225 leitete er eine Versammlung in Ayr, die möglicherweise eine frühe Diözesansynode war. Auf dieser Versammlung erklärte sich Duncan, Earl of Carrick, damit einverstanden, dass auf seinen Besitzungen ein Zehnt zugunsten des Klerus erhoben wurde. Dazu erkannte er die bestehenden Rechte und Privilegien des Bistums Glasgow an. Am 8. Januar 1227 erklärte dies auch Maldouen, der Earl of Lennox, auf einer ähnlichen, ebenfalls von Walter geleiteten Versammlung.
In Glasgow wurde während Walters Amtszeit mit dem Bau eines neuen und vergrößerten Langhauses der Kathedrale begonnen. Er erließ noch am 19. Mai 1232 eine Urkunde und starb vor dem 2. November des Jahres.